# Bactra coronata
Bactra coronata es una especie de polilla del género Bactra, categorizada en la tribu Olethreutini, de la subfamilia Olethreutinae.

## Distribución
Se distribuye por Indonesia.

## Taxonomía
Fue descrita por Diakonoff en 1950 y publicada en (Bactra), Bull. Br. Mus. (Nat. Hist.) Ent. 1: 286.